# Гукасян, Гукас Оганесович
Гука́с Огане́сович Гукася́н (арм. Ղուկաս Հովհաննեսի Ղուկասյան, 20 мая [1 июня] 1899 — 14 мая 1920) — армянский военно-политический деятель, борец за установление в Армении советской власти, один из основателей первой организации коммунистической молодёжи Армении, получившей название «Спартак» (апрель 1919).

## Биография
Родился 20 мая [1 июня] 1899 в селе Калара Эриванской губернии (ныне село Гукасаван в Армении) в бедной крестьянской семье. В 1917 году вступил в ряды коммунистической партии. В сентябре 1919 года был избран в Закавказский центр комсомола, а в январе 1920 года — в Армянский комитет РКП(б). В апреле—мае 1920 года был предводителем организации большевиков Карса.
Принимал активное участие в майском восстании 1920 года в Армении, будучи председателем военно-революционного комитета в Карсе. Погиб у села Аргина в бою с армейскими войсками Первой Республики Армения[страница не указана 786 дней].

## Память

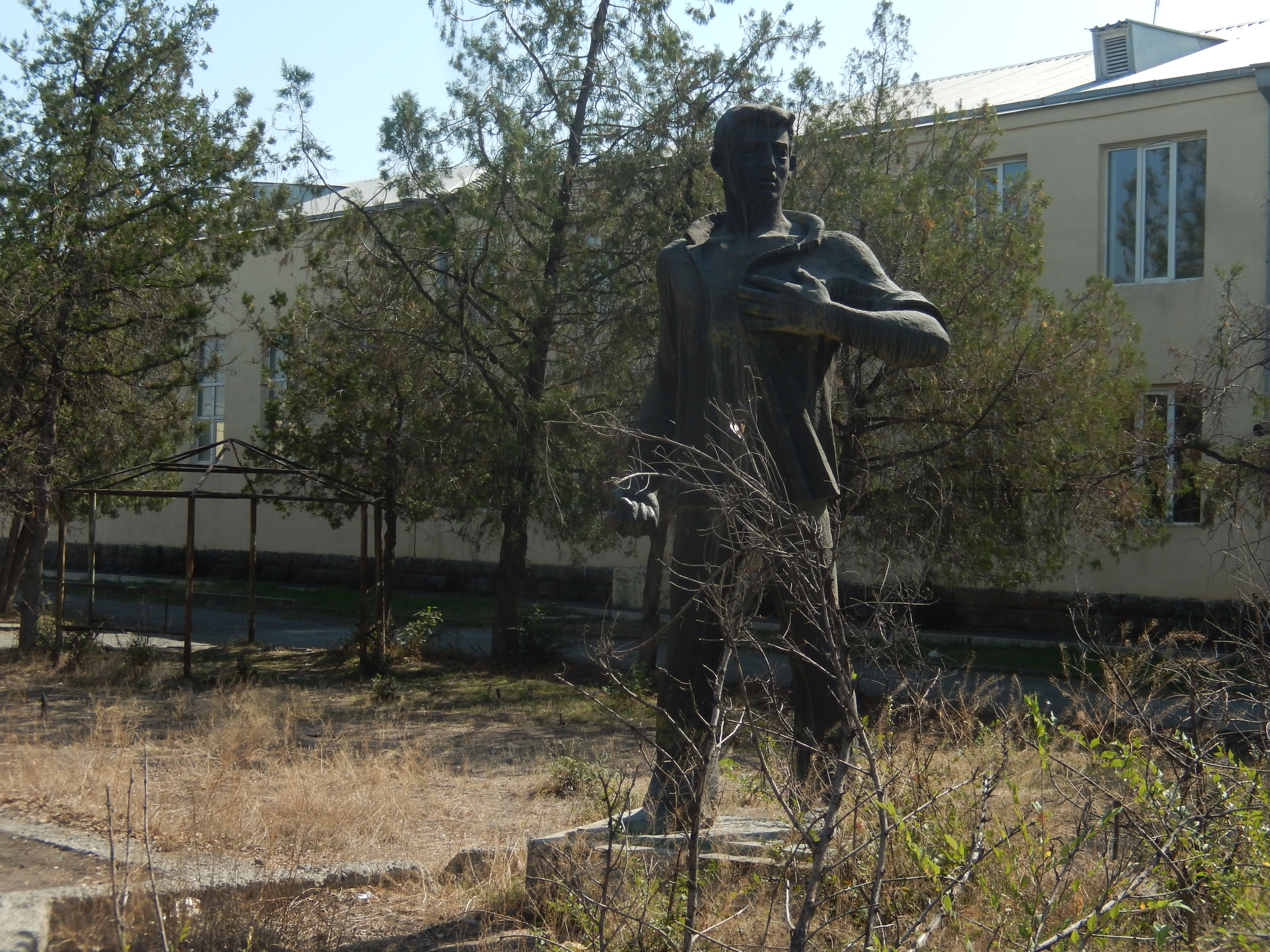
Памятник Гукасяну в родном селе (Гукасаван, 2016)

В советское время именем Гукасяна назывался район в Армянской ССР. Ему также был установлен памятник в Ереване.
Родное село Гукасяна было переименовано в его честь в Гукасаван.